# Regulus
Coordenadas:  10h 08m 22.30s, +11° 58′ 02.000″
Régulo (Regulus, α Leo, α Leonis, Alpha Leonis) é a estrela mais brilhante da constelação de Leão.

## Etimologia
Régulo significa pequeno rei em latim, e, antigamente, era conhecida por Cor Leonis (em latim, o coração do leão), pela posição que ocupa no corpo da figura celestial.
Em grego é uma variante de basiliskos ou ainda basiliscus.
É conhecida como Qalb al-Asad, do árabe, ou seja, "o coração do leão". Como Kabelaced "também" se traduz para o latim como Cor Leonis.
Régulo é conhecida em chinês como a décima quarta estrela de Xuanyuan, o Imperador Amarelo.
Na astronomia hindu Régulo corresponde ao Magha Nakshatra.